# Domodedovskaïa (métro de Moscou)
Domodedovskaïa (en russe : Домоде́довская) est une station de la ligne Zamoskvoretskaïa (ligne 2 verte) du métro de Moscou. Elle est située sur le territoire du raïon Orekhovo-Borissovo Severnoïe dans le district administratif sud de Moscou.

## Situation sur le réseau
Établie en souterrain, à 10 mètres sous le niveau du sol, la station Domodedovskaïa est située au point 0206+32 de la ligne Zamoskvoretskaïa (ligne 2 verte) entre les stations Orekhovo (en direction de Khovrino) et Krasnogvardeïskaïa (en direction d'Alma-Atinskaïa).

## Histoire
La station Domodedovskaïa est mise en service le 7 septembre 1985, lors de l'ouverture à l'exploitation du prolongement de Orekhovo à Krasnogvardeïskaïa.